# Хрунов, Евгений Васильевич
Евге́ний Васи́льевич Хруно́в (10 сентября 1933, Пруды, Московская область — 19 мая 2000, Москва) — лётчик-космонавт СССР № 15, полковник ВВС, Герой Советского Союза (1969).

## Биография
Родился 10 сентября 1933 года в деревне Пруды Воловского района Тульской области в большой крестьянской семье. Детство прошло в селе Непрядва.
С восьми лет мечтал стать лётчиком. Получил среднее образование в сельской школе, после чего окончил Иваньковский техникум механизации сельского хозяйства имени В. И. Ленина по специальности «механик» по тракторам и автомобилям.
В 1952 году был призван в армию и зачислен в военную авиационную школу. В 1956 году, после окончания Батайского военного авиационного училища, направлен в 86-й гвардейский истребительный авиационный полк 119-й истребительной авиационной дивизии 48-й воздушной армии. В 1959 году вместе с Виктором Горбатко, оказавшимся с ним в одном звене, успешно прошёл медицинскую комиссию и вскоре был зачислен в состав войсковой части 26266 — в последствии Центра подготовки космонавтов.
В 1964 году приступил к подготовке по программе «Выход», предусматривавшей осуществление первого выхода человека в открытый космос. Был дублёром Алексея Леонова.
Был членом экипажа корабля «Союз-2», который должен был стартовать 24 апреля 1967 года для стыковки с запущенным ранее кораблём «Союз-1» и перехода вместе со вторым членом экипажа «Союза-2» (Елисеевым) для возвращения на «Союзе-1». Ввиду неполадок на однотипном «Союзе-1» (полёт которого окончился катастрофой с гибелью космонавта Комарова) старт «Союза-2» был отменён, что спасло жизни его экипажа.
15 января 1969 года вместе с Борисом Волыновым и Алексеем Елисеевым он отправился на орбиту на корабле Союз-5. На следующий день впервые в истории космонавтики была произведена стыковка двух кораблей на орбите. После стыковки кораблей Союз-4 и Союз-5 Хрунов и Елисеев надели скафандры и вышли в открытый космос; спустя 37 минут на корабле Союз-4 их встретил Владимир Шаталов. За это время они провели ряд экспериментов и фотографирование станции.
Хрунов был вторым среди советских космонавтов, побывавших в открытом космосе. В шутку друзья назвали его первым космическим почтальоном. Он доставил с Земли корреспонденцию Владимиру Шаталову, командиру Союза-4, который стартовал на сутки ранее экипажа Союза-5. До сих пор этот переход из корабля в корабль через открытый космос остаётся единственным.
17 января космонавты возвратились на Землю. Проработал в космосе 1 сутки 23 часа 46 минут 50 секунд.
Статистика
| # | Стартовый корабль | Старт, UTC        | Экспедиция     | Корабль посадки | Посадка, UTC      | Налёт                      | Выходы в открытый космос | Время в открытом космосе |
| - | ----------------- | ----------------- | -------------- | --------------- | ----------------- | -------------------------- | ------------------------ | ------------------------ |
| 1 | Союз-5            | 15.01.1969, 07:04 | Союз-5, Союз-4 | Союз-4          | 17.01.1969, 06:50 | 01 сутки 23 часов 45 минут | 1                        | 00 часов 37 минут        |
|   |                   |                   |                |                 |                   | 01 сутки 23 часов 45 минут | 1                        | 00 часов 37 минут        |

«Есть у него исследовательская жилка, склонность к анализу, обобщению, — сказал о Евгении Хрунове после его полёта Алексей Леонов. — Кроме того, он простой и очень любознательный человек… Он никогда не уходит, не выяснив для себя всё досконально. Я убедился, что это технически зрелый инженер, который с одинаковым удовольствием занимается и теорией и практикой».

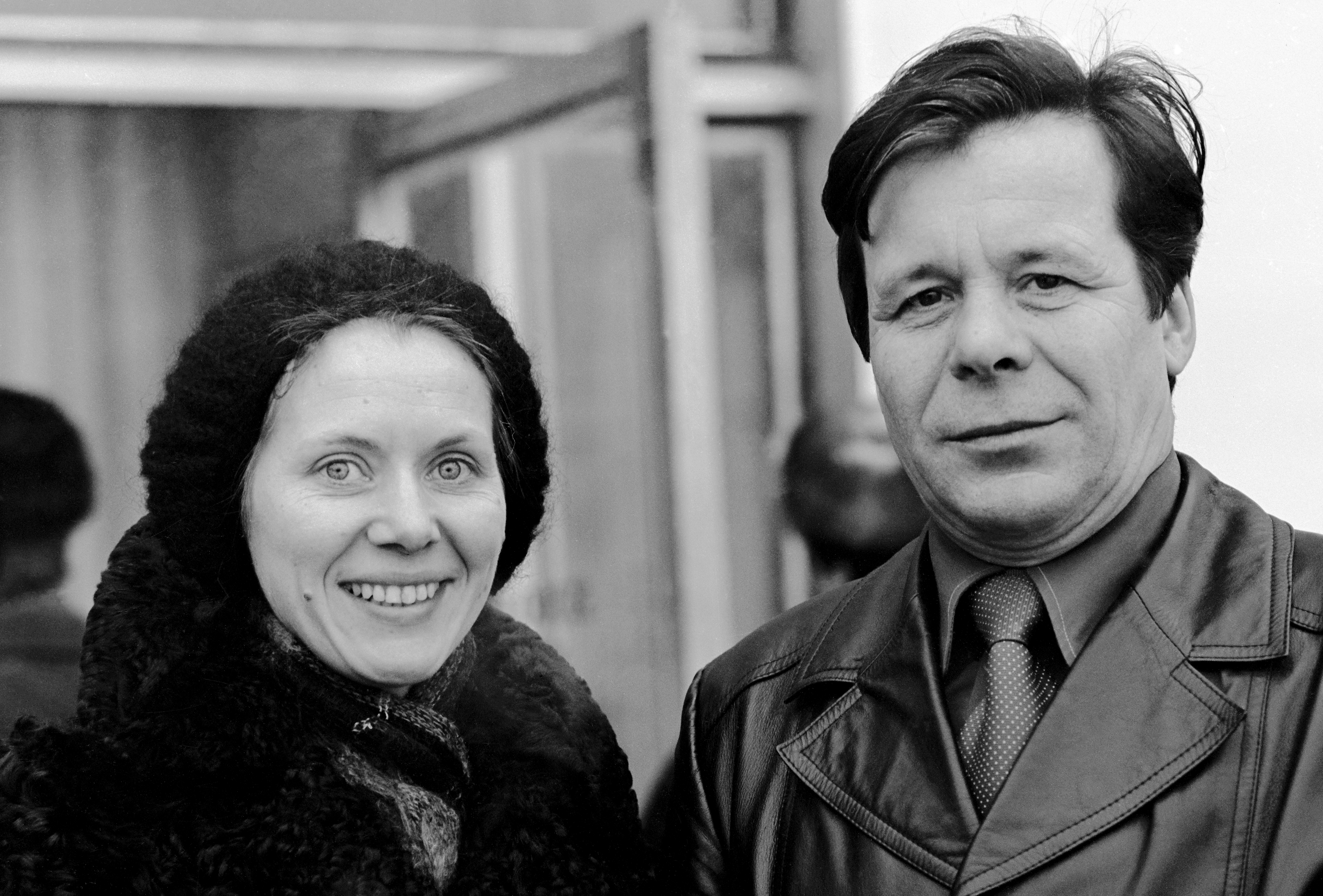
С А. Г. Медведевой, 1979 год

В 1966—1969 годах входил в группу советских космонавтов, готовившихся по советским программам облёта Луны Л1/«Зонд» и посадке на неё Л3.
После первого космического полёта и отмен лунных программ продолжил подготовку к космическим полётам на космических кораблях типа «Союз» и орбитальных станциях типа «Салют».
Наряду с военным, получил также инженерное образование — в 1968 году окончил Военно-воздушную инженерную академию имени Н. Е. Жуковского. Диплом защитил в январе по теме систем ориентации одноместного воздушно-космического ЛА, проект которого разработала группа слушателей-космонавтов, включавшая Гагарина и Титова.
В 1971 году защитил кандидатскую диссертацию. Её тема — биомеханика работы человека в условиях космического пространства. Его поле изысканий — надёжность «человеческого звена» в системах управления в экстремальных условиях. «Чтобы выработать оптимальные пути для управления кораблём, рационально распределить функции между человеком и автоматом, — считает Хрунов, — надо познать человека, особенности восприятия и информации, её перекодирования, организации и принятия решения».
В 1972 году окончил Военно-политическую академию имени В. И. Ленина. В конце 1970-х годов проходил подготовку к полётам в космос по программе «Интеркосмос».
В 1980 году вместе с кубинцем Хосе Армандо Лопесом Фальконом готовился в качестве дублёра по программе советско-кубинского полёта, а затем вместе с Думитру Прунариу приступил к подготовке к советско-румынскому полёту в качестве командира основного экипажа. В декабре 1980 года ушёл из отряда космонавтов.
После выхода из отряда космонавтов сменил несколько работ. В 30 ЦНИИ Министерства обороны СССР был старшим научным сотрудником 120-й лаборатории 46-го отдела 1-го управления института. С 1983 года по 1989 год работал в Главном техническом управлении Государственного комитета СССР по внешнеэкономическим связям (заместитель начальника управления, начальник управления). После увольнения в 1989 году из рядов Вооружённых сил СССР в звании полковника, принимал участие в ликвидации последствий аварии на Чернобыльской АЭС.

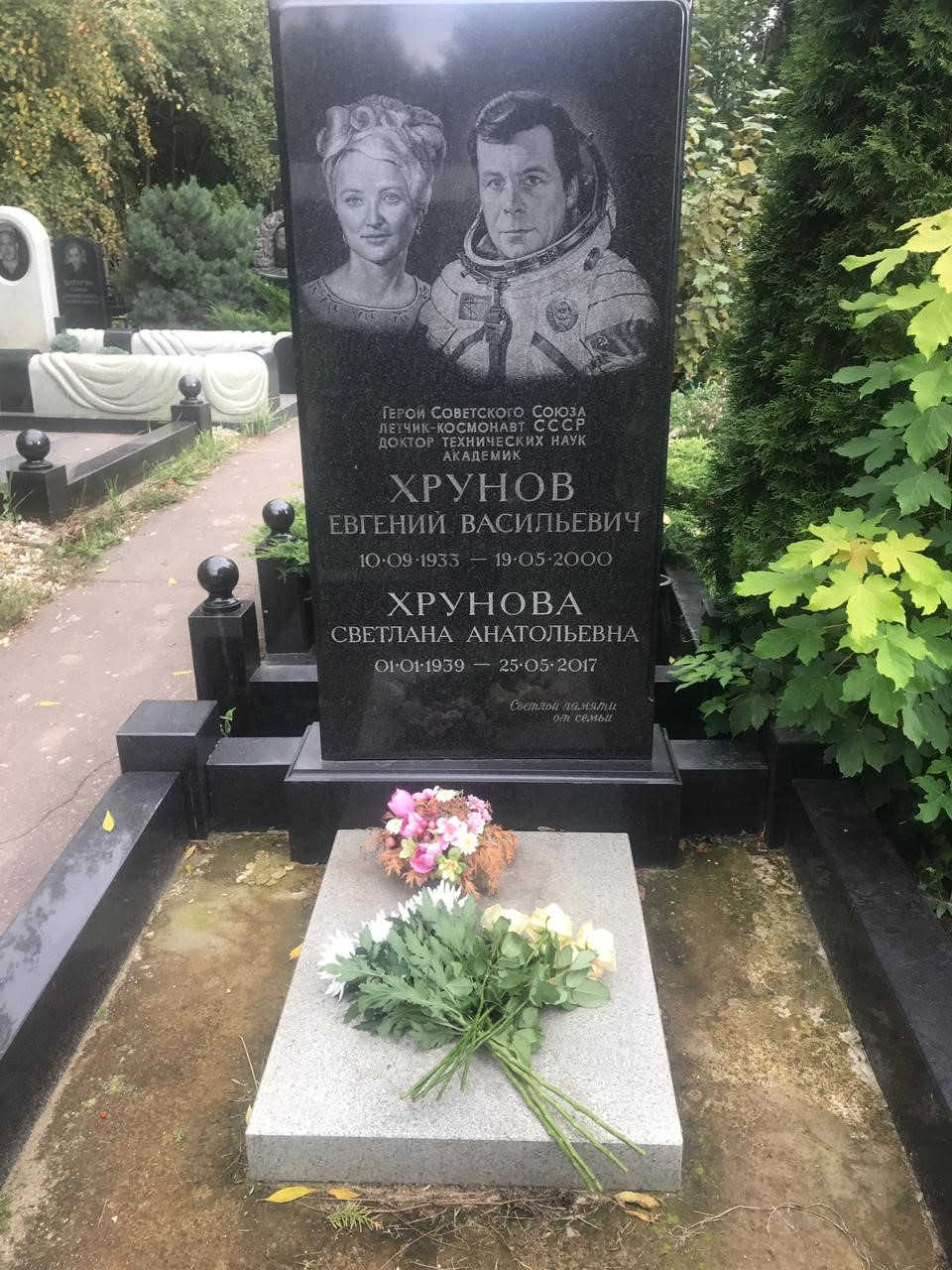
Могила космонавта с женой на Останкинском кладбище

Скончался 19 мая 2000 года от сердечного приступа. Похоронен в Москве на Останкинском кладбище.

## Воинские звания
- Лейтенант (26.06.1956).
- Старший лейтенант (6.08.1958).
- Капитан (30.08.1960).
- Майор (22.03.1963).
- Подполковник (30.09.1965).
- Полковник (15.10.1969).

## Награды

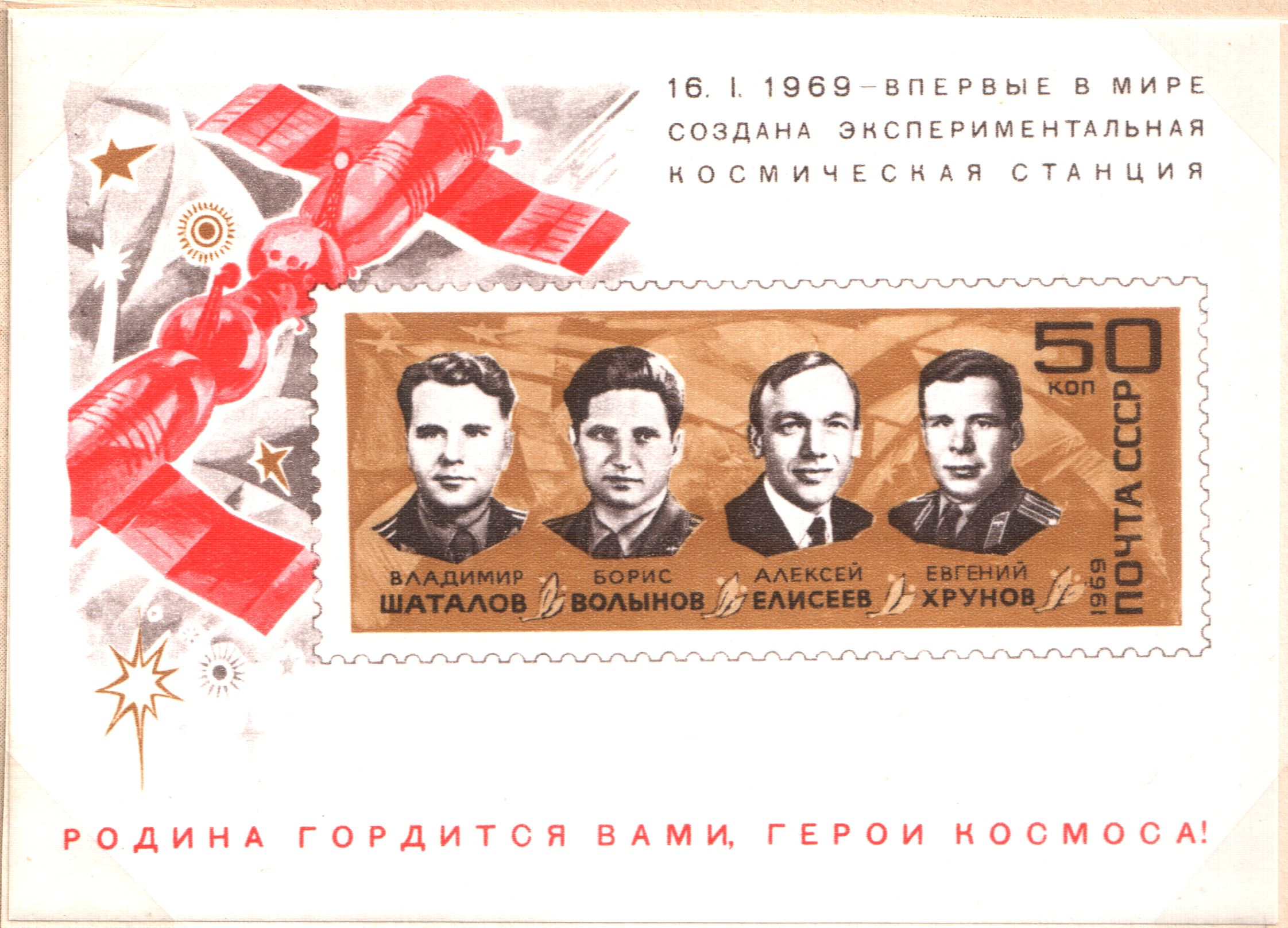
Почтовый блок СССР в честь полёта космических кораблей "Союз-4" и "Союз-5", 1969б 50 копеек

- Почтовый блок СССР в честь полёта космических кораблей "Союз-4" и "Союз-5", 1969б 50 копеекмедаль «Золотая Звезда» Героя Советского Союза (22 января 1969 года)[8];
- орден Ленина (22 января 1969 года);
- орден Красной Звезды (17 июня 1961 года);
- медаль Алексея Леонова (Кемеровская область, 2015, посмертно) — за совершённый в 1969 году выход в открытый космос[11];
- одиннадцать юбилейных медалей СССР;
- медаль «25 лет народной власти» (Болгария, 1969);
- медаль «20 лет Болгарской народной армии»;
- золотая медаль имени К. Э. Циолковского[8];
- Почётный диплом имени В. М. Комарова;
- медаль де Лаво (FAI)[7];
- Заслуженный мастер спорта СССР (1969)[7];
- Почётный гражданин городов Тула (1969), Калуга (1969), Батайск, Байконур (Казахстан, 1977) и других.

## Память
Улицы Хрунова есть в рабочем посёлке Волово Тульской области и в городе Снежное Донецкой области (ДНР).
Имя Хрунова носят школы в селе Непрядва Тульской области и в городе Краснознаменске (Одинцовский район Московской области).
В 2020 году Почта Приднестровья выпустила почтовую марку, посвящённую Е. В. Хрунову.

## В кинематографе
- 2017 — «Время первых» — Россия. В роли Евгения Хрунова — Александр Новин.

## Книги
Евгений Хрунов выпускал книги в соавторстве с Л. Хачатурьянцем: «Покорение невесомости» (в ней он рассказал о своем пути в космонавтику, о профессии космического лётчика, о «трудных и опасных факторах полёта», о том огромном труде и волевых усилиях, которые затрачиваются в процессе подготовки и выполнения задач полёта) и научно-фантастические «Путь к Марсу» (на тему экспедиции к Марсу), «На астероиде» и «Здравствуй, Фобос!». Также автор книги «На орбите вне корабля». Есть книга воспоминаний «Космос-впереди ясная цель».

## Семья
Отец — Василий Егорович Хрунов (1906—1948), тракторист, бригадир.
Мать — Аграфена Николаевна Хрунова (Бакунова) (1908—1994), домохозяйка.
Жена — Светлана Анатольевна Хрунова (Соколюк) (1939—2017).
Сын — Хрунов Валерий Евгеньевич (род. 13.07.1959), военнослужащий.
Сын — Хрунов Александр Евгеньевич  (род. 10.10.1976), офицер МЧС РФ.